# Missano (Castiglione Chiavarese)
Missano (Misàṅ in dialetto locale) è una frazione di 177 abitanti del comune di Castiglione Chiavarese, nella città metropolitana di Genova.

## Geografia fisica
Si trova su una collina a circa 322 m s.l.m. e il territorio della frazione è costituito dai ripidi terrazzamenti distribuiti lungo la strada provinciale 523 del Colle di Centocroci, che collega la valle genovese del torrente Petronio con l'alta val di Vara in provincia della Spezia. L'edificazione ha carattere sparso, per cui nella frazione sono compresi diversi nuclei abitati: Torsevi, Casa del Monte e Connio, a sua volta suddiviso in Connio Nuovo e Connio Vecchio. Poco distante è situato il piccolo borgo di Mereta, con circa 30 abitanti.
Il paesaggio vegetativo, costituito da pinete e bosco misto caratterizzato dai castagneti, lascia talora spazio a pendii aridi con affioramenti rocciosi. Gli antichi terrazzamenti, ben visibili intorno al nucleo edificato, sono oggi in parte abbandonati con gravi rischi idrogeologici per un contesto territoriale "strutturalmente debole".

## Storia

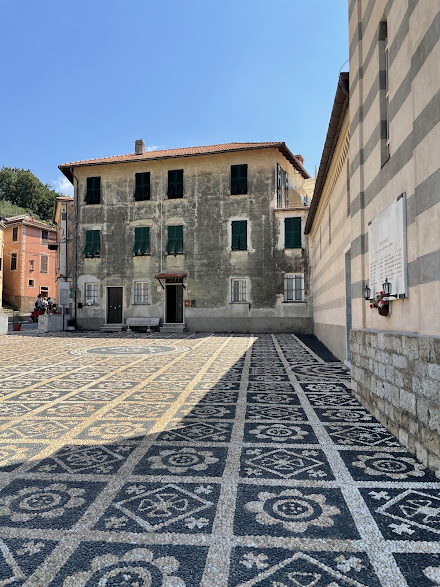
Particolare del sagrato, realizzato con la tecnica del risseu, della locale chiesa parrocchiale.

Una prima menzione della chiesa del borgo di Missano si può trovare nella bolla pontificia Officii nostri di Alessandro III del 16 marzo 1162, dove viene indicato come possedimento dell'abbazia benedettina di San Fruttuoso di Capodimonte (Camogli). Un altro documento che ricorda il paese è un atto di cessione territoriale del 1189 da parte dei consoli genovesi. Sempre al XII secolo risale anche la costruzione di quella che poi, variamente modificata e ampliata, diverrà la locale chiesa parrocchiale, allora semplice rettoria. Originariamente inserita nella diocesi di Brugnato e passata nel 1519 a quella di Genova, la prevostura di Missano vi restò fino al 1892, quando entrò a far parte della nuova diocesi di Chiavari.
Storicamente fu dominio dei conti Fieschi di Lavagna e, dopo la vendita nel 1276, possedimento della Repubblica di Genova. Quest'ultima sottopose il territorio di Castiglione - e conseguentemente pure l'abitato di Missano - alla giurisdizione della podesteria di Sestri Levante, all'interno del capitaneato di Chiavari. Successivamente Castiglione fu elevato al rango di podesteria autonoma, sempre nella maggiore giurisdizione chiavarese, di cui Missano ne fece parte.
Nel XVII secolo è ricordata la fiorente attività artigianale dei «corbari di esso luoco habitanti nello chiesale di Missano»: «La genesi di questa attività, caratteristica del chiesale di Missano e della vicina Villa del Connio, era probabilmente legata alla coltivazione della vite, la cui raccolta richiedeva l'uso di contenitori leggeri, capienti e trasportabili a spalla, di cui la "corba" rappresenta il modello più indicato»; «I corbari di Missano sono ceste fatte coi polloni del castagno, particolarmente flessibili e resistenti, quindi idonei ad essere intrecciati e a trattenere un carico pesante. Oggi sono un oggetto quasi da museo e fa specie pensare che ce n'erano di diverse misure: bambino, donna, uomo fino anche a 50 chili di portata».
Da un punto di vista amministrativo, l'abitato frazionario di Missano seguì quindi le fasi storiche dell'odierno capoluogo Castiglione la cui primaria municipalità venne costituita alla fine del XVIII secolo con l'avvento della Repubblica Ligure (1797-1805) prima e del Primo Impero francese poi (1805-1814).

## Monumenti e luoghi d'interesse

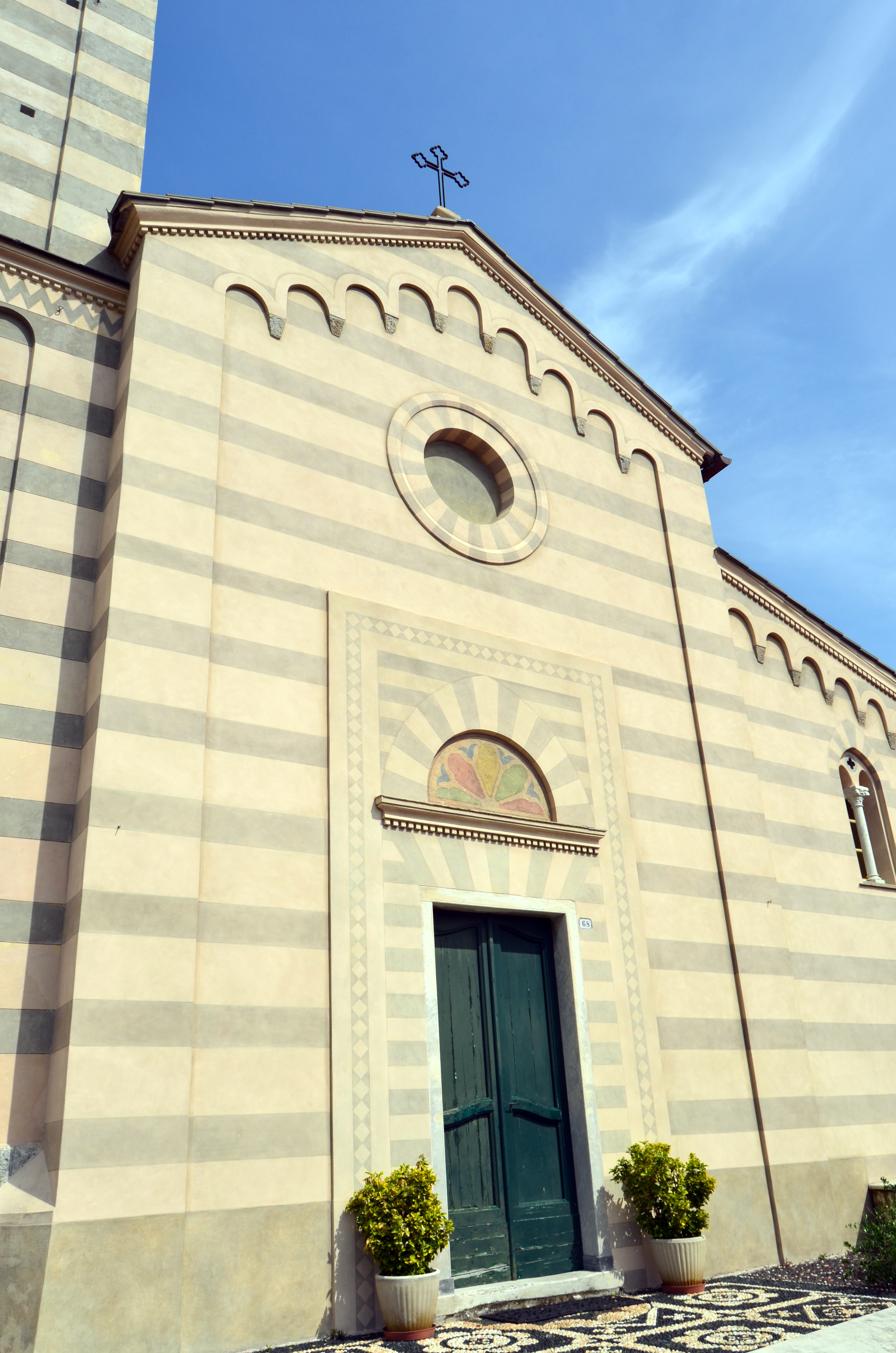
La chiesa parrocchiale di Santa Maria Assunta

### Architetture religiose
- Abbazia del Connio Vecchio, ruderi di un antico complesso religioso eretto probabilmente in epoca alto medievale dai monaci dell'abbazia di San Colombano di Bobbio. Ai benedettini del Connio apparteneva tutto il territorio circostante, al cui sviluppo agricolo e commerciale i monaci contribuirono in modo notevole. Per l'attuale stile architettonico barocco, e secondo alcuni testi del periodo, l'impianto potrebbe essere stato interessato nel corso del XVII secolo ad un suo rifacimento, così come il sottostante e annesso borgo del Connio. Nel ventennio del XXI secolo sono stati avviati lavori di recupero degli spazi esterni (facciata e rimozione di arbusti infestanti).
- Chiesa parrocchiale di Santa Maria Assunta, il cui impianto base risale probabilmente al XII secolo ad opera degli stessi benedettini del Connio.[6] Rettoria nel XII secolo, divenne Prevostura dall'anno 1762; i registri parrocchiali risalgono al 1568.[7] All'interno sono custodite opere di pregio. Presso l'altare del Sacro Cuore, sono esposte per la preghiera le reliquie del beato papa Giovanni Paolo I.
- Chiesa di San Benedetto d'Avenio, situata nelle vicinanze del paese, è attestata sin dal 1310 e ne sono oggi visibili solo i resti. Vi era annesso l'ospedale (ospizio per pellegrini) di San Benedetto.
- Santuario di Nostra Signora della Misericordia, situato in località Connio Nuovo, è stato costruito nel 1609, come cappella della famiglia Vietti in ringraziamento all'apparizione della Vergine alla giovane figlia, muta fin dalla nascita. Ampliato successivamente, l'edificio sacro è stato recentemente restaurato.
- Chiesa succursale di Sant'Andrea presso la località di Mereta. Già parrocchiale del borgo nel XV secolo, perso il titolo nella seconda metà del Cinquecento divenne cappella soggetta al giuspatronato di Sant'Antonino in Castiglione e, successivamente, di Missano. Al suo interno sono conservate due statue marmoree databili al XIX secolo e provenienti da una cappella che sorgeva in località Valle di Velva.